# Halogenketony

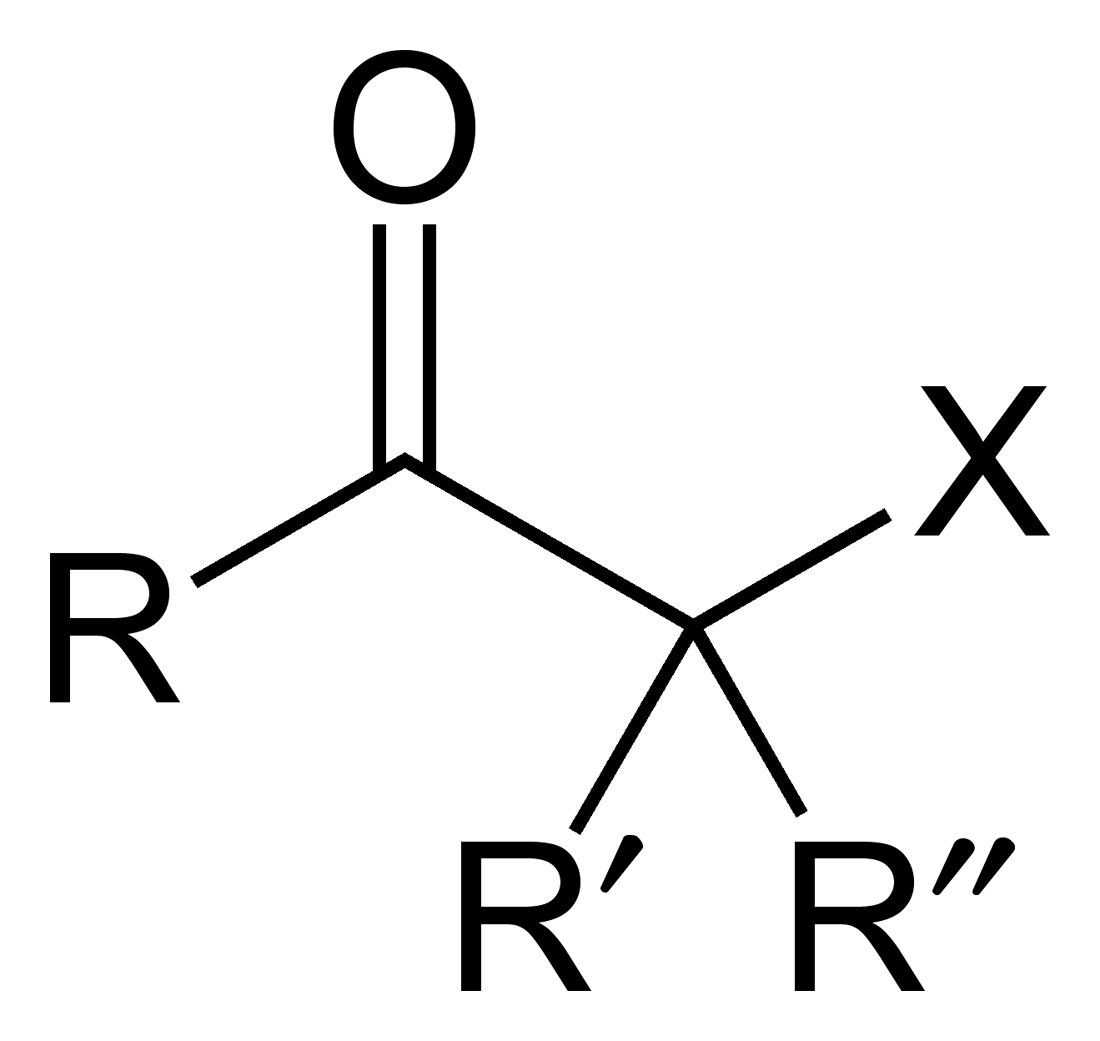
Strukturní vzorec α-halogenketonu

Halogenketony jsou ketony, které ve své molekule kromě karbonylové skupiny mají i atom halogenu. Jejich obecný vzorec je R1R2C(X)C(=O)R3, kde R1, R2 a R3 jsou uhlovodíkové zbytky a X je halogen (platí pro α halogenketony). Přednostně se u nich vyskytuje cis uspořádání, kdy jsou halogen a karbonyl ve stejné rovině.

## Příprava
Halogenketony (a obdobně také ostatní halogenkarbonylové sloučeniny) se připravují reakcí ketonů s příslušnými halogenačními činidly, například:
- s halogeny; při použití bromu a chloru dochází k monosubstituci, při použití fluoru k polysubstituci (vícenásobné substituci).
- s tribromidem tetrabutylamonia
- s * N-bromsukcinimidem
- Při Hellově–Volhardově–Zelinského halogenaci reaguje karboxylová kyselina s halogenem za přítomnosti odpovídajícího fosforitého halogenidu (chloridu nebo bromidu fosforitého).
- Při Nierensteinově reakci reaguje acylchlorid s diazomethanem.

### Asymetrická syntéza
Bylo popsáno několik způsobů asymetrické syntézy halogenkarbonylových sloučenin za použití organických katalyzátorů. V jednom případě byl acylchlorid přeměněn na α-halogenester pomocí silné zásady (hydridu sodného), donoru bromu a organokatalyzátoru založeného na prolinu a chininu:
Mechanismus této reakce spočívá v přeměně acylchloridu na keten pomocí zásady, organokatalyzátor následně vytváří chiralitu přes chininoidový terciární amin za vzniku ketenového aduktu:

## Reakce
Halogenketony se účastní reakcí několika typů. Na reakci s nukleofilem jsou k dispozici dvě elektrofilní místa a při reakcích se zásadami se objevují kyselé protony kvůli přítomnosti dvou skupin odtahujících elektrony. U α-halogenketonů vykazuje uhlíkový atom, na nějž je navázán halogen, díky indukčnímu efektu karbonylové skupiny, který navyšuje jeho elektropozitivitu, zvýšenou polaritu.
- Při nukleofilní alifatické substituci s jodidem draselným v acetonu reaguje 1-chlor-2-propanon 36 000krát rychleji než n-propylchlorid.
- U překřížených aldolových reakcí halogenketonů s aldehydy je prvním reakčním produktem halogenhydrin, který následně může za přítomnosti zásady vytvořit oxiran.
- Halogenketony jsou významnými látkami pro přípravu heterocyklických sloučenin, příkladem mohou být Hantzschova syntéza pyrrolu a thiazolu.